# Bethel

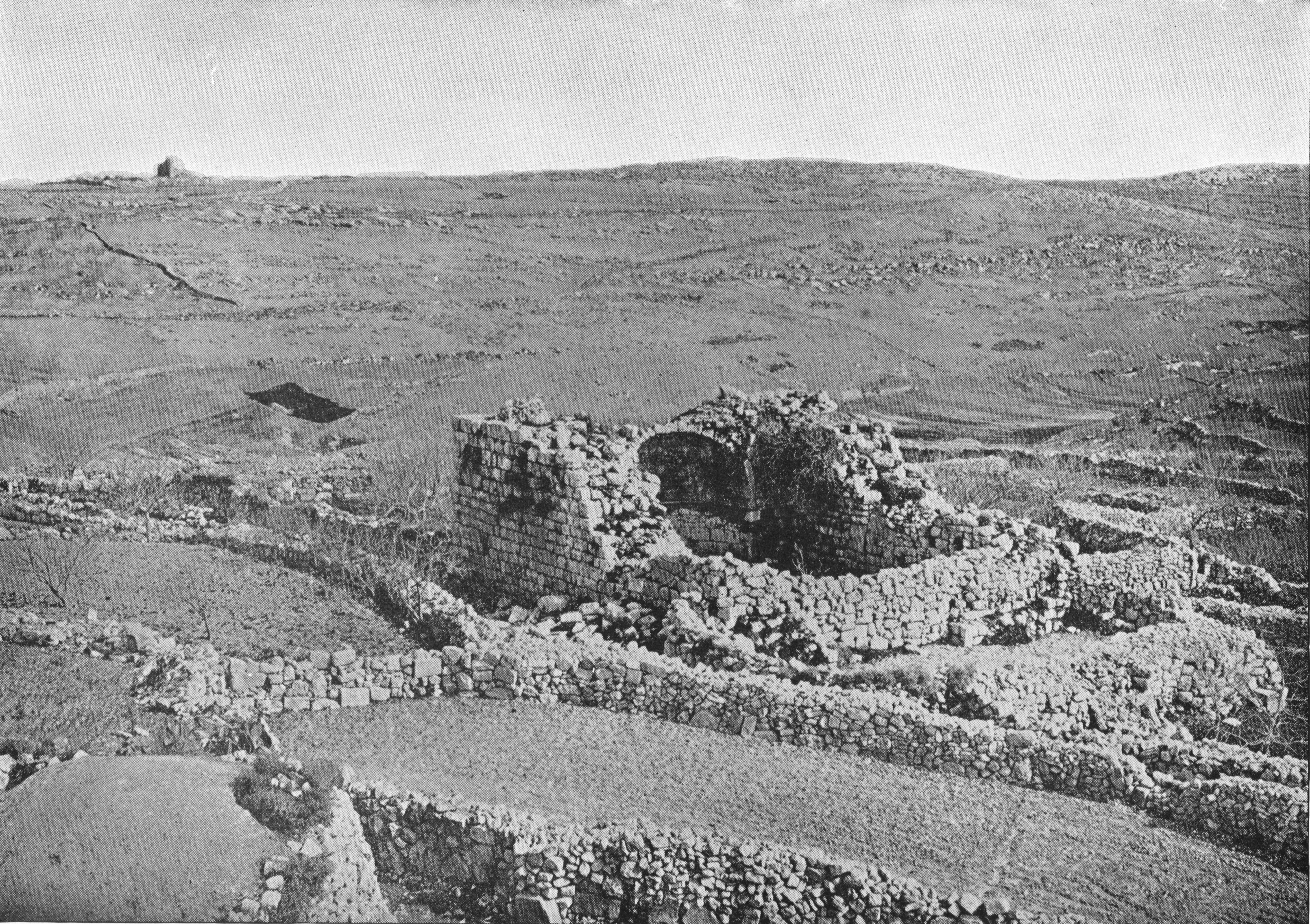
Bethel. Del libro Tierra Santa fotografiada por Daniel B. Shepp. 1894, pág. 72

Bethel (en hebreo: בית אל Bēyt-Ēl "casa de Ēl", en griego: Βαιθήλ, en latín: Bethel) es el nombre de una ciudad cananea (el nombre de dicha ciudad cananea era Luz, pero con motivo del sueño de Jacob donde vio que por una escalera que descendía de los cielos bajaban y subían ángeles, Jacob llamó al lugar Bethel, que de acuerdo al escritor de Génesis 28:19, su traducción es "casa de Dios", nombre que se reconoció al tiempo de la conquista israelita a dicha tierra) de la antigua región de Samaria, situada en el centro de la tierra de Canaán, al noroeste de Ai por el camino para Siquem, al sur de Silo y al norte de Jerusalén. 
La mayoría de los eruditos identifican a Bethel con la aldea moderna de Beitin, ubicada en Cisjordania, a 5 km al noreste de Ramala. En 1977, el nombre bíblico se aplicó al asentamiento israelí de Beit El, fundado en las cercanías. En varios países, particularmente en Estados Unidos, el nombre se ha dado a varios lugares.
Bethel es la segunda ciudad que más se menciona en el Tanaj (Antiguo Testamento), y está vinculada en la Biblia con varios personajes importantes. Abraham construye un altar allí, mientras que Jacob duerme allí y sueña con una escalera divina atravesada por ángeles que se eleva hasta el cielo, donde también erigió un altar. El Arca de la Alianza permaneció allí durante los días de los Jueces de Israel, y Samuel celebró su tribunal de justicia. Según 1 de Reyes, el rey de Israel Jeroboam I mandó a erigir allí un becerro de oro como símbolo de Yahweh, no quería que sus conciudadanos visitaran el Templo de Salomón en el Reino de Judá. Betel fue uno de los principales santuarios para los israelitas en el Reino de Israel, lo que provocó fuertes críticas de los partidarios de la centralización del culto en el templo de Jerusalén.

## Arqueología
El estudioso estadounidense Edward Robinson (1794-1863), en su libro Biblical researches in Palestine, 1838-1852 (‘investigaciones bíblicas en Palestina, 1838-1852’) identificó la aldea cisjordana de Beitin con la antigua Bethel. Se basó principalmente en las descripciones topográficas sobre su ubicación de los textos antiguos (Génesis, Jeremías) y en las similitudes filológicas entre el nombre antiguo y moderno, con el argumento de que la sustitución del hebreo el por el árabe en no era inusual.
Otros eruditos creen muy improbable que hubiese un lugar llamado El Dios de Betel, y argumentan que la Versión de los Setenta griega, la Vulgata latina, la Versión Peshitta siriaca y las versiones en árabe han omitido la palabra «El».
Se emprendieron excavaciones arqueológicas dirigidas por W. F. Albright en 1934, después por J. L. Kelso en 1954, 1957 y 1960.

## En el Tanaj
En el Tanaj (Antiguo Testamento) Bethel es escenario de varios de pasajes bíblicos;
Betel fue el lugar donde Abraham construyó su altar cuando llegó por primera vez a Canaán (Génesis 12:8; Génesis 13:3). Y en Betel Jacob vio una visión de una escalera cuyo extremo tocaba el cielo y los ángeles subían y bajaban (Génesis 28:10-19). Por esta razón Jacob tuvo miedo, y dijo: «¡Cuán terrible es este lugar! No es otra cosa que casa de Dios, y puerta del cielo» y llamó Betel al lugar que era conocido como «Luz» (Génesis 35-15).
Betel también era un santuario en los días del profeta Samuel, quién allí juzgaba al pueblo (1 Samuel 7:16; 1 Samuel 10:3). Y fue el lugar donde fue sepultada Débora, la nodriza de Rebeca, esposa de Isaac.
Betel fue el lugar de nacimiento de Hiel, quien trató de reedificar la ciudad de Jericó (1 Reyes  16:34).
Cuando Betel aún no pertenecía al pueblo de Israel, Josué debió batallar contra el rey de Betel, y otros reyes y los venció (Josué 12-16).
Cuando el pueblo de Israel había tomado posesión de la tierra prometida, en la repartición por tribus fue asignada a la Tribu de Benjamín (Josué 18-22), pero en tiempos posteriores perteneció a la Tribu de Judá (2 Crónicas 13:19). 
Fue uno de los lugares donde permaneció el Arca de la Alianza, símbolo de la presencia de Dios. 
En Betel el profeta Samuel juzgaba al pueblo. 
Después el profeta Eliseo subió de allí a Betel; y mientras subía por el camino, unos muchachos salieron de la ciudad y se burlaban de él, y le decían: «¡Sube, calvo; sube, calvo! Cuando él miró hacia atrás y los vio, los maldijo en el nombre del Señor. Entonces salieron dos osas del bosque y despedazaron de ellos a cuarenta y dos muchachos» (2 Reyes 2:23).
Después de la división del reino de Israel, Jeroboam I, rey de Israel mandó erguir un becerro de oro en Betel (1 Reyes  21:29) que fue destruido por Josías, rey de Judá, muchos años después (2 Reyes 23:15). 
Betel fue también un lugar donde se agruparon algunos de los exiliados de Babilonia que regresaron a Israel en el año 537 a. C. (Esdras 2:28).
El profeta Oseas, un siglo antes de Jeremías, se refiere a Betel con otro nombre: «Bet-Áven» (Oseas 4:15; Oseas 5:8; Oseas 10:5-8), que significa 'Casa de Iniquidad', 'Casa de la Nada', 'Casa de Vanidad', 'Casa de Nulidad', esto es, de los ídolos. 
En Amós 7:12-13 el sacerdote Amasías dice a al profeta Amós que huya a Judá y no profetice más en Betel porque es santuario del rey, y cabecera del reino.
El profeta Jeremías afirma que «la casa de Israel se avergonzó de Betel» (Jeremías 48:13), debido a su idolatría y, específicamente, al culto al becerro de oro.